# Castle Douglas

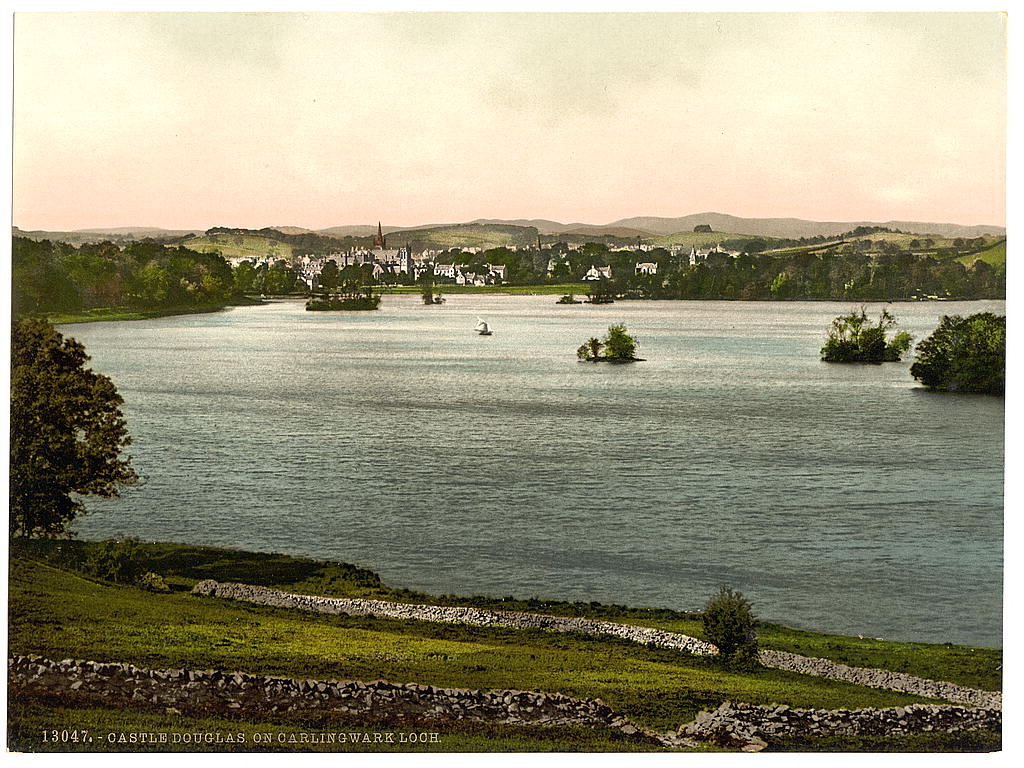
Lago di Carlingwark a Castle Douglas

Castle Douglas (in Scots: Castle Deeg; in gaelico scozzese: Caisteal Dhùghlais) è una cittadina (anticamente: burgh) di circa 4.000 abitanti della Scozia sud-occidentale, facente parte dell'area amministrativa del Dumfries e Galloway (contea trazionale: Kirkcudbrightshire) e situata lungo il Carlingwark Loch.
È soprannominata "Food Town", ovvero "città del cibo".

## Geografia fisica
Castle Douglas si trova nella parte meridionale dell'area amministrativa degli Dumfries e Galloway, a pochi chilometri dalla costa che si affaccia sul Solway Firth e a pochi chilometri a sud-est del Loch Ken ed è situata tra Kirkcudbright e Dalbeattie (rispettivamente a nord-est della prima e ad ovest/nord-ovest della seconda). La cittadina si affaccia lungo la sponda settentrionale del Carlingwark Loch.

## Storia
Fino alla fine del XVIII secolo la località era nota come Carlingwark. Il suo nome fu cambiato in Castle Douglas nel 1792.
Il Castle Douglas fu fondato nel 1792 da William Douglas, che affermò di non avere stretti legami con l'antico castello della famiglia Douglas di Threave. Si era guadagnato i suoi soldi in un "commercio americano" e aveva creato una città pianificata sulle rive del Carlingwark Loch. Il layout della città si basa sul modello di piano stradale utilizzato nella "New Town " di Edimburgo, costruito allo stesso tempo. Sir William Douglas ha anche creato una serie di industrie a Castle Douglas, tra cui cotonifici tessuti a mano, da cui deriva il nome Cotton Street.
Nel 1859, la cittadina fu raggiunta dalla ferrovia.

## Monumenti e luoghi d'interesse

### Architetture religiose
Principale edificio religioso di Castle Douglas, figura la Chiesa di San Giovanni Evangelista, risalente al 1867 progettato dall'architetto Londinese George Goldie.

### Architetture militari

#### Threave Castle

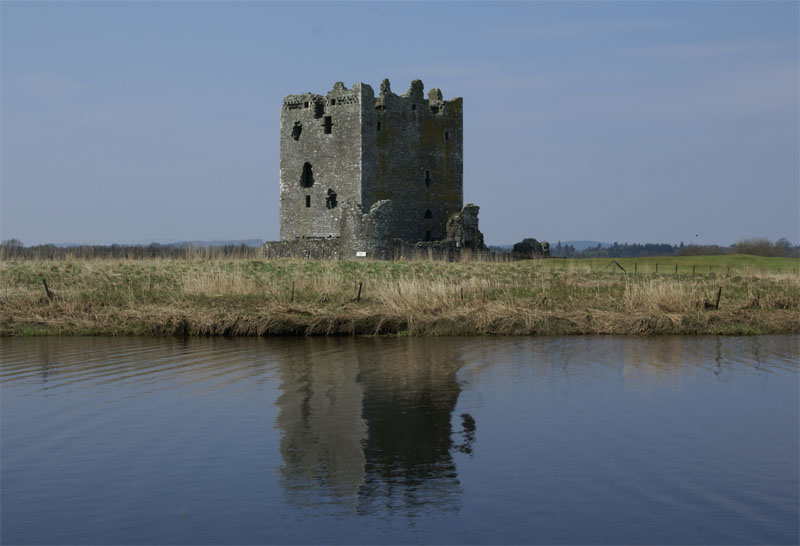
Il Threave Castle, nei dintorni di Castle Douglas

Nei dintorni di Castle Douglas, su un isolotto sul fiume Dee, si erge il Threave Castle, risalente al 1369.
Il castello di Threave era sede dei potenti Conti "neri" di Douglas.

### Architetture civili

#### Municipio
Altro edificio d'interesse è il municipio, situato in St Andrew Street e risalente al 1863.

#### Torre dell'Orologio
Nei pressi del municipio, segnatamente lungo la King Street, si trova una Torre dell'Orologio dalla forma ottagonale risalente al 1935.

#### Threave Gardens

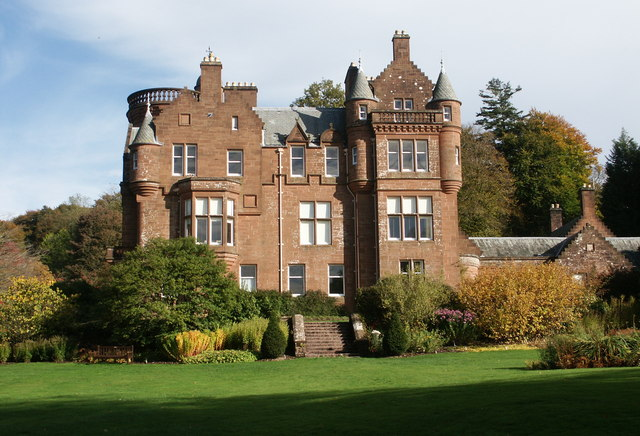
La Threave House, all'interno dei Threave Gardens

Nei dintorni di Castle Douglas, si trovano i Threave Gardens, giardini creati a partire dal 1960 e gestiti dal National Trust for Scotland.

## Società

### Evoluzione demografica
Nel 2014, la popolazione stimata di Castle Douglas era pari a circa 4.080 abitanti.
La località ha quindi conosciuto un decremento demografico rispetto al 2011, quando la popolazione censita era pari a 4.171 abitanti. Nel 1991 contava invece 3.950 abitanti.